# Centraal Testamentenregister
Het Centraal Testamentenregister (CTR) is in Nederland een landelijk register waarin wordt bijgehouden door wie, wanneer en bij welke notaris een testament of akte van bewaargeving van een onderhands testament, of andere akte met een uiterste wilsbeschikking is opgemaakt. Daarnaast worden ook benoemingen, schenkingsovereenkomsten, verblijvingsbedingen en om te zetten natuurlijke verbintenissen geregistreerd. Voor derden zijn alleen de gegevens van overleden personen opvraagbaar, bij leven mag een persoon de gegevens over eigen testamenten opvragen. Het Ministerie van Justitie en Veiligheid is verantwoordelijk voor het CTR; de Koninklijke Notariële Beroepsorganisatie (KNB) beheert het CTR.
Een en ander is geregeld in de Wet op het centraal testamentenregister.

## Inhoud van het Centraal Testamentenregister
In het Centraal Testamentenregister staat niet de inhoud van een testament vermeld. Er staat alleen geregistreerd welke testamenten er zijn. Per testament worden de volgende gegevens vastgelegd:
Over de testateur:
- naam
- geboorteplaats en geboortedatum
- burgerservicenummer

Over het testament:
- naam en vestigingsplaats notaris
- datum van de akte
- aktenummer/repertoriumnummer
- soort testament/aard van de akte

## Vindplaats van het Centraal Testamentenregister
Het Centraal Testamentenregister is ingevoerd in 1890. In het Nationaal Archief is het register te vinden op de testamenten die zijn opgemaakt in de periode 1890-1973 door personen die zijn overleden voor 1974. 
Het Centraal Testamentenregister van de testamenten van personen die na 1974 zijn overleden wordt sinds 1 januari 2007 beheerd door de Koninklijke Notariële Beroepsorganisatie. Dit geldt ook voor testamenten die voor 1974 zijn opgemaakt.
In de periode voor 2007 beheerde het Ministerie van Justitie het Centraal Testamentenregister.
Voor 1890 was er geen centrale registratie van testamenten. Voor de periode 1806-1927 staan deze soms vermeld in de Memorie van Successie die na het overlijden werd opgemaakt.

## Raadplegen CTR
Iedereen kan van een na 1975 overleden persoon op de website van het CTR gratis nakijken of er een testament is, en zo ja, bij welke notaris dit berust, en wanneer en door welke notaris dit is gepasseerd. Daarvoor moet men van de overledene de volledige naam, de datum en plaats van geboorte en de overlijdensdatum opgeven.
Het CTR beschikt niet over de inhoud van het testament.